# Liste der Stolpersteine in Sinzig
Die Liste der Stolpersteine in Sinzig führt Stolpersteine des deutschen Künstlers Gunter Demnig auf, die in Sinzig gelegt wurden. Mit ihnen soll an Opfer des Nationalsozialismus erinnert werden, die in Sinzig lebten und wirkten.
| Adresse                            | Name                 | Inschrift | Verlegedatum | Bild | Anmerkung |
| ---------------------------------- | -------------------- | --- | ------------ | ---- | --------- |
| Barbarossastraße 6 ·               | Julius Meyer         | Hier wohnte Julius Meyer Jg. 1912 Flucht Belgien Frankreich interniert Drancy deportiert 1942 Auschwitz ermordet             |              |      |           |
| Grabenstraße 20 ·                  | Franziska Gottschalk | Hier wohnte Franziska Gottschalk Geb. Bär Jg. 1892 deportiert 1942 Transit / Ghetto Krasniczyn ermordet                      |              |      |           |
| Grabenstraße 20 ·                  | Erich Gottschalk     | Hier wohnte Erich Gottschalk Jg. 1926 deportiert 1942 Transit / Ghetto Krasniczyn ermordet                                   |              |      |           |
| Grabenstraße 20 ·                  | Lena Levy            | Hier wohnte Lena Levy Jg. 1867 deportiert 1942 Theresienstadt ermordet 27.9.1942                                             |              |      |           |
| Judengasse 12 ·                    | Mathilde Wolff       | Hier wohnte Mathilde Wolff Jg. 1896 deportiert 1941 Lodz/Litzmannstadt ermordet                                              |              |      |           |
| Judengasse 12 ·                    | Frieda Wolff         | Hier wohnte Frieda Wolff Jg. 1892 deportiert 1942 Transit-Ghetto Krasniczyn ermordet                                         |              |      |           |
| Judengasse 12 ·                    | Rosa Wolff           | Hier wohnte Rosa Wolff Jg. 1888 deportiert 1942 Transit-Ghetto Krasniczyn ermordet                                           |              |      |           |
| Judengasse 12 ·                    | Adele Wolff          | Hier wohnte Adele Wolff verh. Faber Jg. 1885 deportiert 1942 ermordet in Auschwitz                                           |              |      |           |
| Judengasse 12 ·                    | Karoline Wolff       | Hier wohnte Karoline Wolff Jg. 1857 deportiert 1942 Theresienstadt ermordet 10.8.1942                                        |              |      |           |
| Judengasse 12 ·                    | Gottfried Wolff      | Hier wohnte Gottfried Wolff Jg. 1854 deportiert 1942 Theresienstadt ermordet 10.8.1942                                       |              |      |           |
| Koblenzer Straße 5 ·               | Leopold Salomon      | Hier wohnte Leopold Salomon Jg. 1873 deportiert 1942 Transit-Ghetto Krasniczyn ermordet                                      |              |      |           |
| Koblenzer Straße 5 ·               | Joseph Salomon       | Hier wohnte Joseph Salomon Jg. 1886 verhaftet 21.6.1938 Sachsenhausen ermordet 3.3.1939                                      |              |      |           |
| Koblenzer Straße 5 ·               | Klara Salomon        | Hier wohnte Klara Salomon Jg. 1887 deportiert 1942 Theresienstadt ermordet 23.8.1942                                         |              |      |           |
| Koblenzer Straße 5 ·               | Rosa Hein            | Hier wohnte Rosa Hein Jg. 1890 deportiert 1942 Transit-Ghetto Krasniczyn ermordet                                            |              |      |           |
| Koblenzer Straße 5 ·               | Erwin Hein           | Hier wohnte Erwin Hein Jg. 1914 eingewiesen Heilanstalt Andernach 'verlegt' 11.2.1941 Hadamar ermordet 11.2.1941 'Aktion T4' |              |      |           |
| Koblenzer Straße 7 ·               | Albert Liebmann      | Hier wohnte Albert Liebmann Jg. 1891 deportiert 1942 Transit-Ghetto Krasniczyn ermordet                                      |              |      |           |
| Koblenzer Straße 7 ·               | Heinz Liebmann       | Hier wohnte Heinz Liebmann Jg. 1926 deportiert 1942 Transit-Ghetto Krasniczyn ermordet                                       |              |      |           |
| Koblenzer Straße 7 ·               | Dora Liebmann        | Hier wohnte Dora Liebmann Geb. Faber Jg. 1902 deportiert 1942 Transit-Ghetto Krasniczyn ermordet                             |              |      |           |
| Mühlenbachstraße 29 ·              | Isaak Meyer          | Hier wohnte Isaak Meyer Jg. 1878 deportiert 1942 Transit-Ghetto Krasniczyn ermordet                                          |              |      |           |
| Mühlenbachstraße 29 ·              | Karl Meyer           | Hier wohnte Karl Meyer Jg. 1930 deportiert 1942 Transit-Ghetto Krasniczyn ermordet                                           |              |      |           |
| Mühlenbachstraße 29 ·              | Mathilde Meyer       | Hier wohnte Mathilde Meyer Geb. Meyer Jg. 1891 deportiert 1942 Transit-Ghetto Krasniczyn ermordet                            |              |      |           |
| Mühlenbachstraße 29 ·              | Selma Cohn           | Hier wohnte Selma Cohn Geb. Meyer Jg. 1888 deportiert 1942 Transit-Ghetto Izbica ermordet                                    |              |      |           |
| Renngasse 20 ·                     | Samuel Wolff         | Hier wohnte Samuel Wolff Jg. 1863 deportiert 1942 Sobibor ermordet                                                           |              |      |           |
| Hauptstraße 88 · (Bad Bodendorf) · | Rosa Gottschalk      | Hier wohnte Rosa Gottschalk geb. Kahn Jg. 1878 deportiert 1942 Theresienstadt ermordet in Treblinka                          |              |      |           |
| Hauptstraße 88 · (Bad Bodendorf) · | Bernhard Gottschalk  | Hier wohnte Bernhard Gottschalk Jg. 1870 deportiert 1942 Theresienstadt ermordet in Treblinka                                |              |      |           |